# Ainaro (Verwaltungsamt)
| \| \| |
|       |

|  |

Ainaro ist ein osttimoresisches Verwaltungsamt (portugiesisch Posto Administrativo) in der Gemeinde Ainaro. Verwaltungssitz ist der Ort Ainaro.

## Geographie
Bis 2014 wurden die Verwaltungsämter noch als Subdistrikte bezeichnet.
Das Verwaltungsamt Ainaro bildet den Westen der gleichnamigen Gemeinde. Im Osten liegen die Verwaltungsämter Hatu-Builico und Hato-Udo, im Westen die Gemeinden Ermera, Bobonaro und Cova Lima. Im Bergland entspringen die Quellflüsse des Belulik, der zunächst die Ostgrenze der Sucos Suro-Craic und Cassa bildet, dann die Westgrenze von Hato-Udo zu Cova Lima. An der Westgrenze fließt der Mola. Das Verwaltungsamt Ainaro hat eine Fläche von 234,65 km² und teilt sich in die sieben Sucos Ainaro, Cassa, Manutaci (Manutassi), Mau-Nuno (Mau-Nunu, Maununo), Mau-Ulo, Soro und Suro-Craic (Suro Craique).

Klimadaten
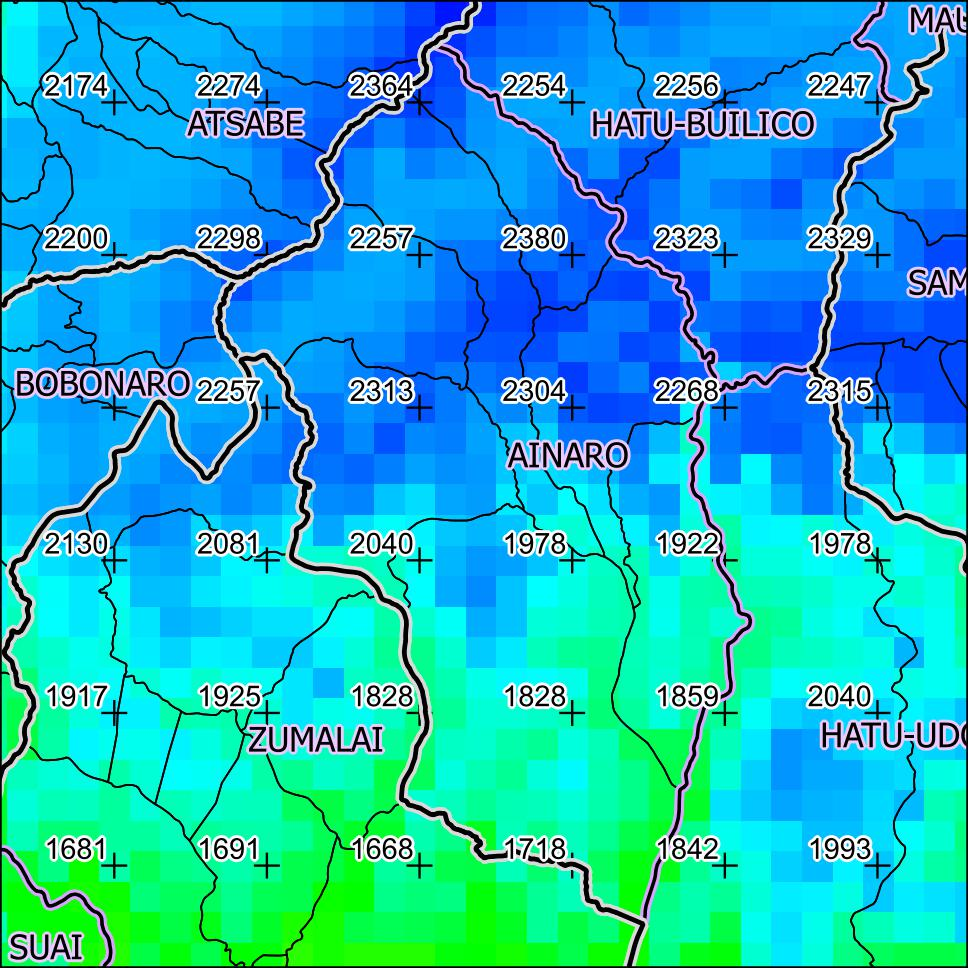
Jährliche Niederschlagsmenge (2000)
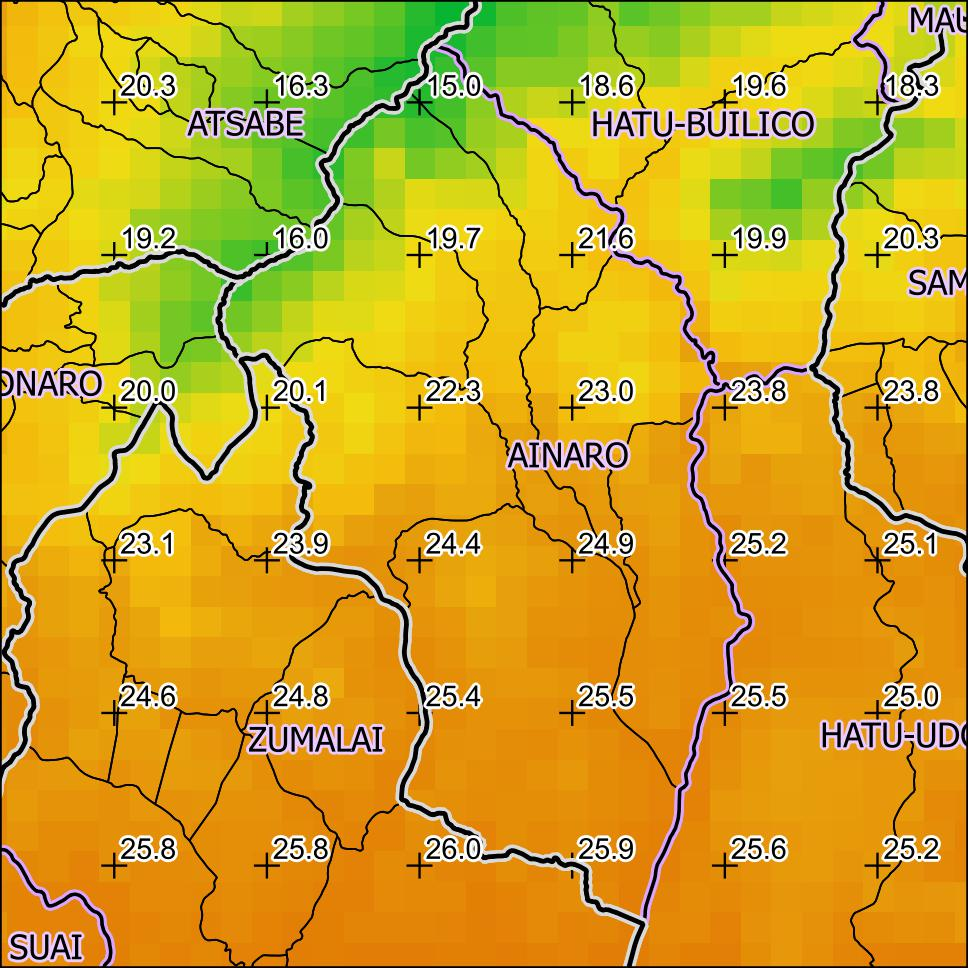
Jahresdurchschnitts-temperatur (2000)
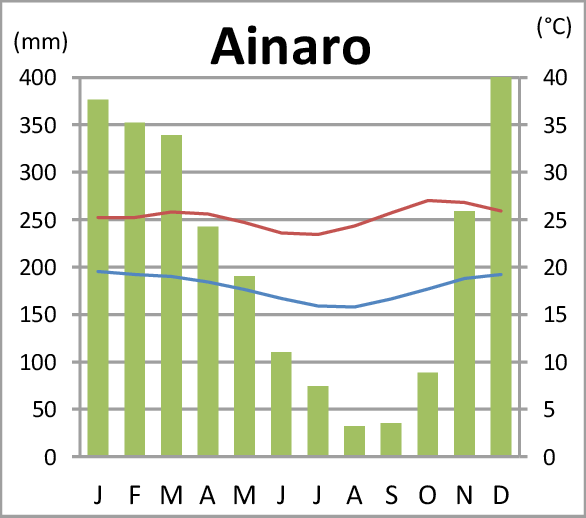
Klimadiagramm

## Einwohner

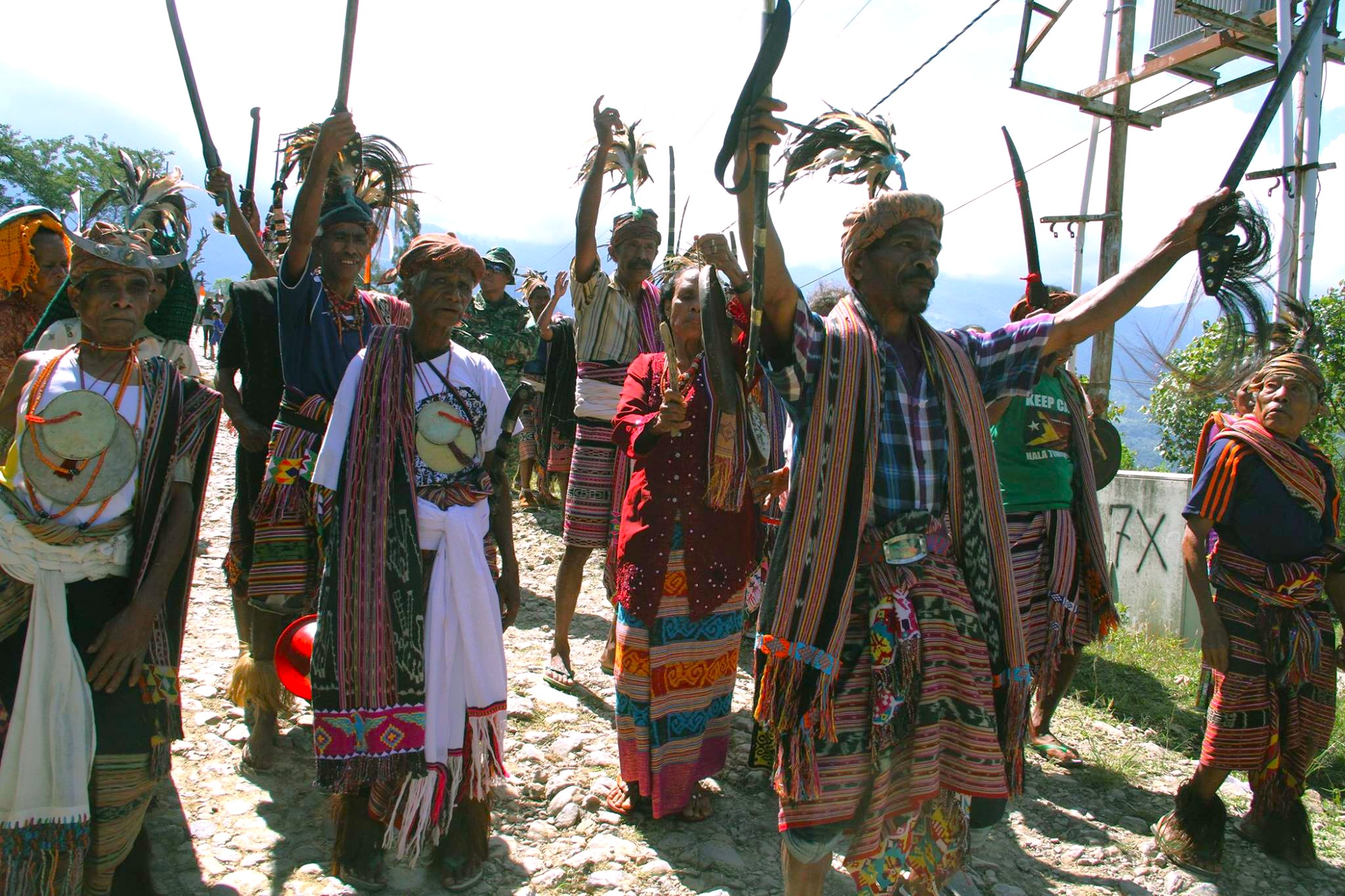
Einwohner von Manutaci

Im Verwaltungsamt leben 17.786 Menschen (2022), davon sind 9.063 Männer und 8.723 Frauen. In Ainaro gibt es 3.141 Haushalte. Die größte Sprachgruppe bilden die Sprecher der Nationalsprache Mambai, der Suco Cassa ist das Zentrum der Nationalsprache Bunak in der Gemeinde Ainaro. Weitere Bunak lebt in Mau-Nuno. In Mau-Ulo wird auch Kemak gesprochen. Neben der katholischen Mehrheit, gibt es im Verwaltungsamt noch Minderheiten von Protestanten und Muslimen. Der Altersdurchschnitt beträgt 16,6 Jahre (2010, 2004: 17,1 Jahre).

## Geschichte

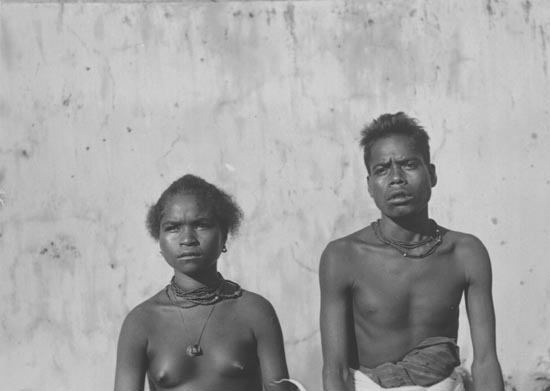
„Ein Ehepaar der Nõgo-Nõgo aus Ainaro (Suro)“, Álbum Fontoura, vor 1940

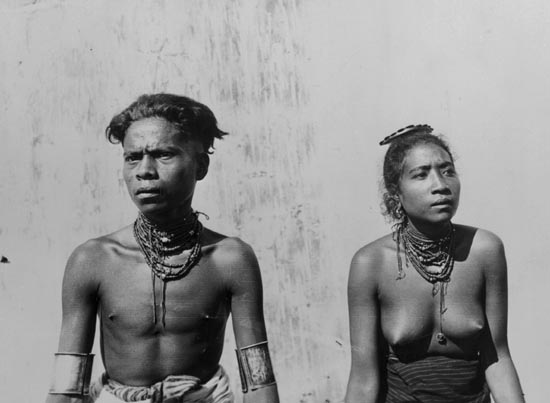
„Ein Ehepaar aus Ainaro – Bunak-Sprecher“, Álbum Fontoura, vor 1940

Nahe der Stadt Ainaro befindet sich die Tranqueira Subago, eine Befestigungsanlage, die zum Schutz einer Siedlung von den Timoresen angelegt wurde. Die Siedlung wurde noch am Anfang des 20. Jahrhunderts bewohnt. Heute sind hier noch einige Wehrmauern und Steinaltäre erkennbar.
1902 scheiterte in Ainaro ein Aufstand gegen die portugiesischen Kolonialherren.
1912 griff der aufständische Liurai Dom Boaventura während der Rebellion von Manufahi den portugiesischen Militärposten in Ainaro an, wurde aber mit Unterstützung von Nai-Cau, dem Liurai von Soro abgewehrt. Nai-Cau, der von den Timoresen wegen seiner Unterstützung Portugals der Verräter-Liurai genannt wird, hatte 1907 die Unabhängigkeit seines Reiches von Atsabe erreicht, dessen Grenzen im Osten und Süden bis nach Manufahi reichten. Daher wurde Soro auch zu einer der Basen, von denen aus die Portugiesen Manufahi bekämpften. Nai-Caus Neffe und Nachfolger Aleixo Corte-Real, der bereits gegen Boaventura 1911/12 mitgekämpft hatte, kämpfte auch gegen die japanischen Invasoren, die 1942 Timor besetzten. 1943 wurden er und seine Familie von den Japanern erschossen. Corte-Real wurde nach dem Krieg von den Portugiesen zum timoresischen Volkshelden hochstilisiert.
Ainaro wurde am 23. Februar 1975 von den Indonesiern erobert.
Während der indonesischen Besatzung zwischen 1975 und 1999 war Ainaro eine große Militärbasis des indonesischen Militärs. Südlich der Stadt Ainaro liegt eine mehr als hundert Meter tiefe Schlucht, nahe der Straße. Timoresen, welche die Indonesier der Unterstützung der Unabhängigkeitsbewegung verdächtigten, wurden hier ermordet und in die Schlucht gestoßen. Wenn Angehörige bei den indonesischen Behörden nach deren Verbleib fragten, erhielten sie als Antwort „Den haben wir nach Jakarta geschickt“. Damit war der Tod der Verschleppten klar. Der Ort der Morde erhielt daher den Namen Jakarta 2 (Jakarta Dua).
Im November 1984 griffen FALINTIL-Kämpfer den Ort Cassa an, brannten einige Häuser nieder und töteten die beiden Datos (timoresische Adelige) Maukoli und Adolfo. Sie galten als Anhänger der pro-indonesischen Partei APODETI.
In Ainaro gab es viele vom Militär unterstützte Milizionäre, wie jene der Mahidi. Infolgedessen wurde bei den Unruhen vor und nach dem Referendum zur Unabhängigkeit am 30. August 1999 mehr als 95 % der Gebäude Ainaros zerstört. Viele Einwohner des Verwaltungsamts wurden in dieser Zeit vertrieben und mussten in westtimoresische Flüchtlingscamps fliehen.

## Politik
Der Administrator des Verwaltungsamts wird von der Zentralregierung in Dili ernannt. 2015 war dies Vasco Gomes de Araújo, 2016 Nazario de Araújo und 2021 Virgílio Pereira Amaral. Am 9. Januar 2024 wurde Jerry Manuel Magno zum Administrator ernannt.
1942 war Ademar Rodrigues dos Santos portugiesischer Administrator von Ainaro. Er und seine Familie wurden als die ersten Portugiesen von den Australiern am 7. November 1942 mit der HMAS Kuru von Timor evakuiert.

## Wirtschaft
58 % der Haushalte bauen Maniok an, 74 % Mais, 58 % Kaffee, 53 % Gemüse, 27 % Kokosnüsse und 11 % Reis.

## Persönlichkeiten
- Jacob Xavier (1936 oder 1938 –2012), Politiker geboren in Hato-Mera/Suco Ainaro